# Phyllodoce magnaoculata
Phyllodoce magnaoculata is een borstelworm uit de familie Phyllodocidae. Het lichaam van de worm bestaat uit een kop, een cilindrisch, gesegmenteerd lichaam en een staartstukje. De kop bestaat uit een prostomium (gedeelte voor de mondopening) en een peristomium (gedeelte rond de mond) en draagt gepaarde aanhangsels (palpen, antennen en cirri).
Phyllodoce magnaoculata werd in 1901 voor het eerst wetenschappelijk beschreven door Treadwell.